# Прокофьев, Станислав Евгеньевич
Станисла́в Евге́ньевич Проко́фьев (род. 28 февраля 1968, Саратов, РСФСР, СССР) — российский учёный-экономист, доктор экономических наук (2004), профессор. Ректор Финансового университета при Правительстве Российской Федерации с 15 ноября 2021 года. Государственный деятель, действительный государственный советник Российской Федерации 2-го класса.
Автор более 150 опубликованных научных работ, в том числе и учебников для студентов вузов по различным аспектам проблем государственного управления и общественных финансов в России и за рубежом.

## Биография
Родился 28 февраля 1968 года в Саратове.

### Образование
В 1989 году окончил Саратовский экономический институт (ныне Социально-экономический институт СГТУ им. Гагарина Ю. А.) по специальности «планирование промышленности».
В 1995 году защитил кандидатскую диссертацию на тему «Формирование и развитие коллективных форм предпринимательской деятельности в период перехода к рыночным отношениям».
В 2003 году прошёл профессиональную переподготовку в Академии народного хозяйства при Правительстве Российской Федерации. Докторскую диссертацию на тему «Методологические и организационные основы развития казначейской системы исполнения бюджетов в России» защитил в 2004 году.

### Карьера
С 1993 по 1996 год Прокофьев работал на руководящих должностях в банковском, страховом, консалтинговом, инвестиционном бизнесе. С 1996 по 1997 год был заместителем Министра экономики и инвестиционной политики Правительства Саратовской области.
С 1997 по 1999 год — заместитель начальника Главного управления Центрального банка Российской Федерации по Саратовской области. С 1999 по 2004 год возглавлял Управления федерального казначейства Министерства финансов России по Саратовской и Московской областям. В январе 2005 года был назначен заместителем руководителя Федерального казначейства.
Заведующий кафедрой «Государственное и муниципальное управление» Финансового университета при Правительстве РФ.
Входит в состав редакционного совета международного научного издания The Russian Academic Journal.
15 ноября 2021 года на заседании Правительства РФ был утверждён ректором Финансового университета при Правительстве Российской Федерации.

## Санкции
6 марта 2022 года после вторжения России в Украину подписал письмо в поддержку армии и политики РФ. С 9 июня 2022 года находится под персональными санкциями Украины за поддержку войны. Также был внесён ФБК в список коррупционеров и разжигателей войны за поддержку нападения на Украину. 16 марта 2022 года форумом свободной России был внесён в «Список Путина» и доклад «поджигателей войны» с предложением введения против него международных санкций.

## Награды и звания
- Заслуженный экономист Российской Федерации (Указ Президента РФ от 27.11.2007)[18];
- Заслуженный деятель науки Российской Федерации (Указ Президента РФ от 01.03.2024)[19];
- Медаль «За заслуги перед Чеченской Республикой» (10.03.2009)[20];
- Орден Дружбы (26.08.2013, Южная Осетия)[21];
- Орден Почёта (23.08.2018, Южная Осетия)[22];
- Медаль ордена «За заслуги перед Отечеством» II степени[5];
- «Почётный работник науки и техники Российской Федерации»[5];
- Также отмечен Благодарностью Президента Российской Федерации, Благодарностью Правительства Российской Федерации, Почетной грамотой Совета Федерации Федерального Собрания Российской Федерации, Почётной грамотой Счётной палаты Российской Федерации, Благодарностью Председателя Счётной палаты Российской Федерации, Почётной грамотой Банка России[5].
- Имеет награды федеральных органов власти и органов власти субъектов Российской Федерации.